# Aurélien Kahn
Pour les articles homonymes, voir Kahn.
Aurélien Kahn né le 30 décembre 1968 à Saint-Maurice est un cavalier professionnel français. Il a actuellement comme monture Cadiz.
En 2012 il participe pour la première fois aux Jeux olympiques dans les épreuves du concours complet individuel et du concours complet par équipes. Son cheval durant la compétition est Cadiz.
Après son parcours de sportif, il devient entraîneur.